# Таня Цанакліду
Султана (Таня) Цанакліду (грец. Τάνια Τσανακλίδου; 9 квітня 1952, Драма, Греція) — грецька акторка, співачка, яка представляла Грецію на пісенному конкурсі Євробачення 1978 року.

## Біографія
Таня Цанакліду народилася 9 квітня 1952 року в Драмі, Греція. Дитинство пройшло в Салоніках. До восьми років вона брала участь у дитячій театральній виставі. Таня вивчала драматургію та стародавню історію, відвідувала курси танців. У 21 рік вона переїхала до Афін, де почала працювати театральною актрисою. У 1978 році отримала свою першу роль у серіалі.

## Кар'єра співачки
У 1978 році вона представляла Грецію на пісенному конкурсі Євробачення з піснею «Чарлі Чаплін» і посіла восьме місце. Таня Цанакліду виступила на церемонії нагородження Каннського кінофестивалю. У 1980 році вона була удостоєна премії французького фестивалю «Золота троянда».
Таня Цанакліду почала записувати альбоми, виступаючи по всій Греції.

## Дискографія
- 1978 - Чарлі Чаплін
- 1978 - Арес Марес Кукунарес
- 1980 - Горіс Тафтотіта
- 1982- Файл
- 1985- Tis Vrohis kai tis Nihtas
- 1986 - Кліз
- 1988 - Ta tragoudia to Bar
- 1988 - Мама Джернао
- 1990- Алліотікі Мера
- 1991- Надір
- 1995- Oi Megaliteres Epitihies tis Tanias Tsanaklidou
- 1995- Tragoudia to Paraxenou Kosmou
- 1997- Наживо
- 1998 - До Магіко Куті
- 2000 - Міа Агапі Мікрі
- 2001- До Хрома тіс Імерас
- 2009- Просвпографія